# 基奧伊代安卡鄉
45°10′N 26°16′E / 45.167°N 26.267°E
基奧伊代安卡鄉（羅馬尼亞語：Comuna Chiojdeanca, Prahova），是羅馬尼亞的鄉份，位於該國中南部，由普拉霍瓦縣負責管轄，面積31平方公里，海拔高度418米，2007年人口1,840，人口密度每平方公里58人。